# Hans-Wilhelm Windhorst
Hans-Wilhelm Windhorst (* 20. Mai 1944 in Oppenwehe) ist ein deutscher Agrargeograph und Hochschullehrer.

## Leben
Windhorst studierte von 1963 bis 1969 Geographie, Englische Philologie und Pädagogik für das Lehramt an höheren Schulen an der Westfälischen Wilhelms-Universität in Münster. Nachdem er 1969 dort das Erste Staatsexamen ablegte, promovierte er ebenfalls dort noch im selben Jahr. 1971 legte er das Zweite Staatsexamen ab. Anschließend ging er als Hochschullehrer an die damalige Pädagogische Hochschule Vechta. 1977 wurde er in Osnabrück über die Agrarwirtschaft in Südoldenburg habilitiert.
1982 erhielt er einen Ruf als Professor für Wirtschafts- und Sozialgeographie an der Abteilung Vechta der Universität Osnabrück. Diese Abteilung ist heute umgewandelt zur Hochschule Vechta. Seit 1990 hat Windhorst dort eine Professur für Angewandte Wirtschaftsgeographie/Strukturforschung inne.
Seit 1986 war Windhorst Leiter der Forschungsgruppe „Regionale Strukturforschung in Agrarischen Intensivgebieten“ in Vechta, die aufgegangen ist im von ihm gegründeten Institut für Strukturforschung und Planung in agrarischen Intensivgebieten (ISPA) der Hochschule Vechta, dessen geschäftsführender Direktor er seit 1990 war. Zum 1. April 2009 gab Windhorst die Leitung an Martina Flath ab, die vom Institutsrat für den Zeitraum vom April 2009 bis März 2011 zur neuen Direktorin gewählt wurde. Windhorst schied am 30. September 2009 aus dem offiziellen Dienst aus. Im Oktober 2009 übernahm Christine Tamásy die Nachfolge der Arbeitsgruppe „Vergleichende Strukturforschung“ am ISPA.
Seit 1999 ist Windhorst außerdem Wissenschaftlicher Leiter des Niedersächsischen Kompetenzzentrums Ernährungswirtschaft (NieKE) und Vertrauensdozent der Deutschen Forschungsgemeinschaft (DFG).

## Weitere Mitgliedschaften und Funktionen
Windhorst ist Mitglied der „Geographischen Kommission von Westfalen“, Mitglied des Wissenschaftlichen Beirates des Deutschen Instituts für Lebensmitteltechnik e.V., Vorstandsmitglied der „Deutschen Vereinigung für Geflügelwissenschaft e.V.“ (Deutsche Gruppe der „World's Poultry Science Association“, WPSA), sowie seit 2007 „Statistical Analyst“ der „International Egg Commission“ (IEC, London). Er war bis 2017 Mitglied des Aufsichtsrates der Union Agricole Holding, Pinneberg.